# Obi-ugor díszítőművészet

## A hanti-manysi díszítőművészet érdekes matematikája

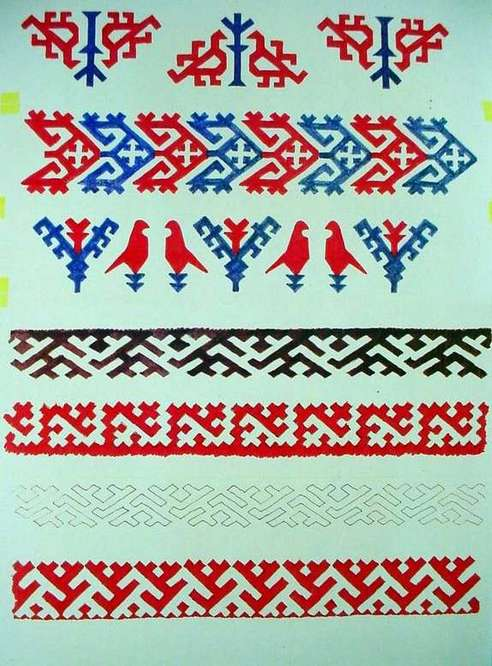
Hanti-Manysi népi díszítőművészeti mozaiksávjai a Tobolszki Múzeumban. Bérczi Szaniszló rajzai az 1984-es szibériai terepgyakorlatról.

1984-ben, a Geológiai Világkongresszus után megtartott nyugat-szibériai kőolaj-geológiai terepgyakorlaton, Tobolszkban különleges matematikájú népművészetet ismert föl az egyik kutató (Bérczi, 1986). Nyugat-szibériai nyelvrokonaink, a hantik (osztyákok), népművészetükben mozaikos díszítésű szalagsávot használnak ruházatukon. A mozaik két színnel van kiszínezve. A mozaikelem geometrikus alak, de fölfedezhető még benne a természeti előkép, az ősi állat- vagy növénymotívum. Ez a művészet közel áll ahhoz, amit M. C. Escher holland grafikus művészetéből sokan ismernek. Escher többféle színnel színezett állatfigurákkal a síkon készített mozaikokat.
A mozaik-elrendezésekben fontos szerepe van a mozaiklap éleinek. Az élek egyenes vagy görbe vonalszakaszok és mindig két szomszédos mozaiklaphoz tartoznak (a csúcshelyektől eltekintve, mert a csúcsok 3, 4 elemhez is tartozhatnak). A szabályos mozaikban két szomszédos (pl. szarvas alakú) mozaiklap fölcserélhető a sík egyik egybevágósági transzformációjával (eltolással, félfordulattal, tükrözéssel vagy csúsztatva tükrözéssel.). 
A hanti művészet szalagsávjait díszítő mozaikok a következő tulajdonságúak. 1. Végtelen folytonos görbe osztja a díszítő sáv két felét két egybevágó félsávra, melyek kétféle színnel vannak színezve (pl. piros és fehér). 2. A két félsáv fölcserélhető a sík egybevágósági transzformációjával (eltolással, félfordulattal, tükrözéssel vagy csúsztatva tükrözéssel: ez a művelet szükségszerűen fölcseréli a színeket is). 3. Az alakzatrendszer a frízsávban periodikus mozaik.
A fenti korlátozások a 7 féle egyenes menti szimmetria csoport 17 kétszínű csoportjából a három megvalósítást tesznek lehetővé. Ez a három a hanti-manysi díszítőművészetben mind megtalálható. Valószínű, hogy ez a mintázati rend a háncsszövési technológia révén született meg, úgy, hogy a már kedvelt alakzatok (növények, szarvasok, stb.) megismétlését tűzték ki célul mindkét színben. A szibériai művészet köréből állatbőrökből illesztett takarót a budapesti Néprajzi Múzeum kiállításán is megtekinthetünk.
A hantik máig élő különleges matematikájú díszítőművészete nemcsak annak szép példája, miként maradhat fenn régi közösségek technológiája, hanem arra is, hogy e régi közösségekben megvolt az intuitív fejlesztő-variáló készség, amely később már az individuális művészet, a tudomány és a technika korában a nagy alkotók kezdeményezéseiben él tovább.